# Schweitenkirchen

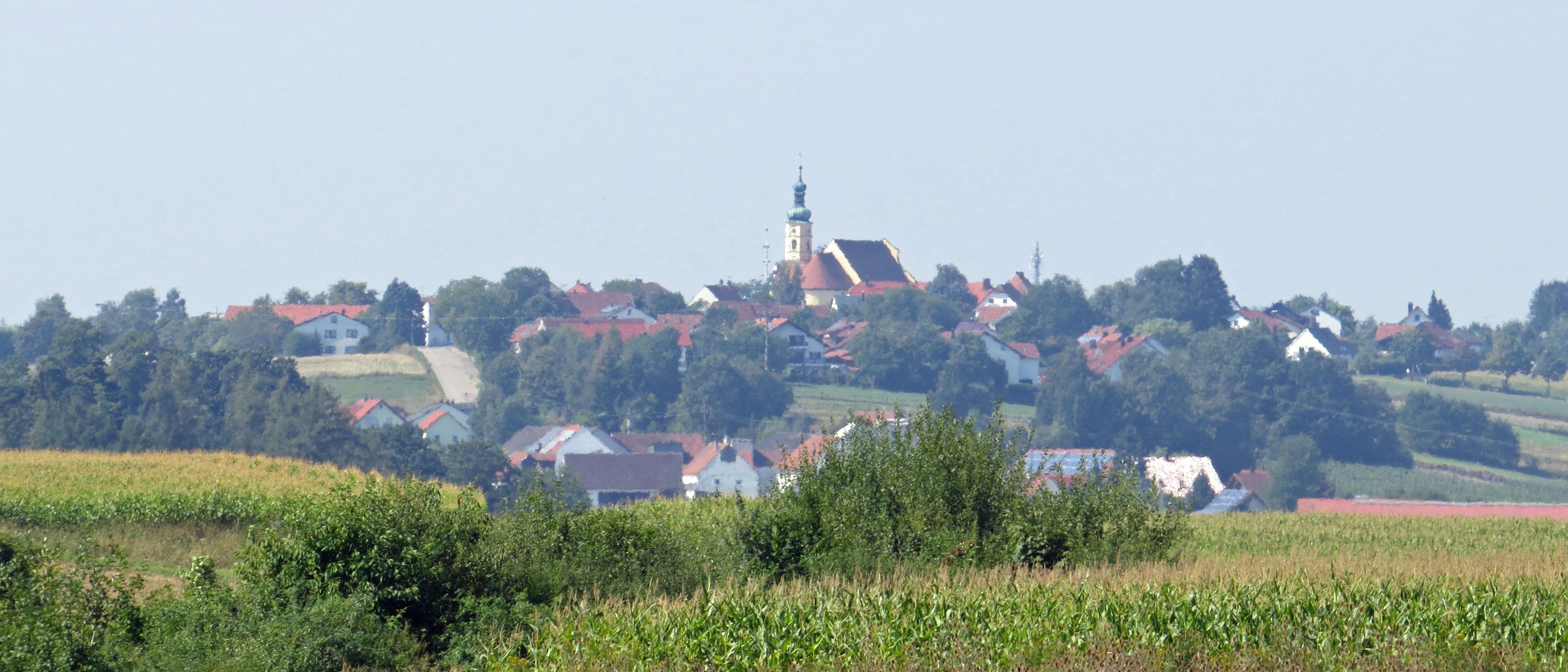
Schweitenkirchen von Nordosten

Schweitenkirchen ist eine Gemeinde im oberbayerischen Landkreis Pfaffenhofen an der Ilm.

## Geografie

### Lage
Die Gemeinde liegt in der Planungsregion Ingolstadt in der Hopfenbauregion Hallertau und ist im  Regionalplan als Grundzentrum eingestuft. Von Ingolstadt und München ist sie jeweils gut 30 Kilometer entfernt.

### Gemeindegliederung
Es gibt 42 Gemeindeteile (in Klammern ist der Siedlungstyp angegeben):
- Aign (Einöde)
- Ampertshausen (Kirchdorf)
- Aufham (Kirchdorf)
- Auhof (Einöde)
- Bettermacher (Einöde)
- Birketbaur (Einöde)
- Dietersdorf (Kirchdorf)
- Dürnzhausen (Pfarrdorf)
- Feldhof (Einöde)
- Frickendorf (Kirchdorf)
- Geisenhausen (Pfarrdorf)
- Giegenhausen (Dorf)
- Großarreshausen (Dorf)
- Gundelshausen (Kirchdorf)
- Güntersdorf (Pfarrdorf)
- Hareß (Einöde)
- Hirschhausen (Kirchdorf)
- Holzhäuseln (Dorf)
- Holzhausen (Dorf)
- Hueb (Einöde)
- Jetzelmaierhöfe (Weiler)
- Kerschhof (Einöde)
- Kleinarreshausen (Weiler)
- Loipersdorf (Dorf)
- Loipertshausen (Weiler)
- Neukaslehen (Einöde)
- Niederthann (Pfarrdorf)
- Oberthann (Dorf)
- Ödhof (Einöde)
- Peiglmühle (Einöde)
- Preinersdorf (Dorf)
- Preinerszell (Kirchdorf)
- Raffenstetten (Dorf)
- Reisdorf (Weiler)
- Schaching (Weiler)
- Schellneck (Weiler)
- Schmiedhausen (Dorf)
- Schweitenkirchen (Pfarrdorf)
- Stelzenberg (Einöde)
- Sünzhausen (Kirchdorf)
- Weikenhausen (Weiler)
- Westing (Einöde)

Es gibt die Gemarkungen Aufham (mit Güntersdorf), Dürnzhausen, Eberstetten, Geisenhausen, Schweitenkirchen und Sünzhausen.

## Geschichte

### Bis zum Ende des 18. Jahrhunderts
Schweitenkirchen soll bereits bei der Stammesbildung der Bajuwaren, also zwischen 550 und 600 gegründet worden sein.  Für das Jahr 837 ist in Freisinger Urkunden festgehalten, dass eine Frau namens „Suidmuot“ hier eine Kirche erbaute und sie mit Grund und Boden ausstattete.  Im Jahre 972 wird der Ort „Suidmuotochirihun“ genannt, der ab 1315 gebräuchliche Name „Sweitmarschirchen“ ähnelt schon dem heutigen Namen. Schweitenkirchen gehörte im 17. Jahrhundert zum Rentamt Landshut und zum Landgericht Moosburg des Kurfürstentums Bayern. 1660 wurde im Gemeindeteil Dietersdorf die Kapelle St. Magdalena errichtet. Das romanische Gotteshaus in Schweitenkirchen erhielt 1740 (und 1854) Anbauten, die als nicht sehr kunstgerecht gelten.

### 19. bis 21. Jahrhundert
Im Zuge der ersten bayerischen Landesvermessung wurde der Ort aufgrund seiner erhöhten Lage als Hauptdreiecksnetzpunkt ausgewählt und 1806 vermessen. 1806 zerstörte auch ein großer Brand den Ort. Brandstifter soll ein gewisser Franz Dobmayr gewesen sein, der am 27. Juni 1811 auf der Richtstätte in Pfaffenhofen als letzter Delinquent mit dem Schwert vom Münchener Scharfrichter hingerichtet wurde. Mit dem Gemeindeedikt von 1818 entstand die politische Gemeinde Schweitenkirchen. Im Jahr 1841 wurde sie dem Landgericht Pfaffenhofen zugeteilt. Am 5. November 1972 erschoss im Ortsteil Niederthann ein Bewohner in seinem Haus die vor ihm fliehende schwangere 18-jährige Romni Anka Denisov. „Ob die Tat rassistisch motiviert war,“ ist sich der Historiker Hans Woller nicht sicher, findet jedoch: "Blanker Rassismus zeigte sich aber im Umgang mit der Tat."
Im Jahr 1998 wurde Schweitenkirchen in den Regionalplan 10 als Kleinzentrum aufgenommen.

### Eingemeindungen
Am 1. Januar 1884 wurde der Gemeindeteil Schaching der aufgelösten Gemeinde Dietersdorf eingegliedert. Am 1. April 1971 kam Frickendorf von der Gemeinde Eberstetten hinzu. Dürnzhausen folgte am 1. Juli 1971. Die Eingemeindungen wurden am 1. Mai 1978 mit der Eingliederung von Aufham (mit dem im Jahr 1884 eingegliederten anderen Teil von Dietersdorf), Geisenhausen und Sünzhausen abgeschlossen.

### Einwohnerentwicklung
Zwischen 1988 und 2018 wuchs die Gemeinde von 3665 auf 5242 Einwohner bzw. um 43 %.

Einwohnerentwicklung von Schweitenkirchen von 1961 bis 2017

- 1961: 2724 Einwohner
- 1970: 2717 Einwohner
- 1987: 3586 Einwohner
- 1991: 4185 Einwohner
- 1995: 4437 Einwohner
- 2000: 4667 Einwohner
- 2005: 4931 Einwohner
- 2010: 5000 Einwohner
- 2015: 5184 Einwohner
- 2020: 5385 Einwohner

## Politik

### Gemeinderat
Die Gemeinderatswahlen seit 2014 ergaben folgende Stimmenanteile bzw. Sitzverteilungen:
| Partei/Liste                                                                            | 2020 | 2020  | 2014  |
| Partei/Liste                                                                            | %    | Sitze | Sitze |
| --------------------------------------------------------------------------------------- | ---- | ----- | ----- |
| Bürgerblock Schweitenkirchen (BBS)                                                      | 28,9 | 6     | 5     |
| Freie Unabhängige Bürger (FUB)                                                          | 21,2 | 4     | 2     |
| Freie Wählergemeinschaft Schweitenkirchen/Wählergemeinschaft Schweitenkirchen (FWG/WGS) | 32,4 | 6     | 7     |
| SPD/Freie Wähler                                                                        | 12,5 | 3     | 2     |
| AfD                                                                                     | 5,1  | 1     | –     |
| Gesamt                                                                                  | 100  | 20    | 16    |

### Bürgermeister
Erster Bürgermeister ist seit 2020 Josef Heigenhauser (CSU). Davor war Albert Vogler (* 1959), ebenfalls von der CSU, von Mai 1996 bis 2020 Erster Bürgermeister.

## Wappen
|                         | Blasonierung: „Durch einen mit einer senkrechten grünen Leiste belegten silbernen Pfahl gespalten; vorne in Blau ein goldener Kirchturm, hinten in Rot ein durchgehendes silbernes Balkenkreuz.“ |
| Wappenführung seit 1973 | |

## Wirtschaft einschließlich Land- und Forstwirtschaft
2018 gab es in der Gemeinde 1693 sozialversicherungspflichtige Arbeitsplätze; von der Wohnbevölkerung standen 2474 Personen in einer versicherungspflichtigen Tätigkeit. Damit überwog die Zahl der Auspendler um 781 Personen. 47 Einwohner waren arbeitslos. 2016 gab es 113 landwirtschaftliche Betriebe, die insgesamt eine Fläche von 3626 Hektar bewirtschafteten. 2018 waren 1004 Hektar (18,9 %) der Gemeindefläche bewaldet.

## Verkehr
Der Westen von Schweitenkirchen wird von der Autobahn A 9 von Nord nach Süd durchquert. In Ost-West-Richtung kreuzt die Staatsstraße 2045 (Auffahrt Pfaffenhofen, AS 66).
Die Hallertauer Hopfentour, ein Radweg durch die Hallertau, verläuft durch die Gemeinde.

## Sehenswürdigkeiten
- Pfarrkirche St. Johannes der Täufer in Schweitenkirchen, 1906 vergrößert
- Filialkirche St. Nikolaus in Aufham aus dem 14. Jahrhundert
- Pfarrkirche St. Dionysius in Niederthann
- Kirche St. Georg in Dürnzhausen, gotischen Ursprungs mit Glocken von 1443
- Pfarrkirche St. Josef in Güntersdorf
- Filialkirche St. Peter und Paul in Ampertshausen
- Pfarrkirche St. Emmeram in Geisenhausen mit Plastiken aus dem 15. Jahrhundert
- Filialkirche St. Valentin und St. Martin in Gundelshausen
- Filialkirche St. Ulrich in Holzhausen
- Kirche St. Koloman in Sünzhausen, nach Brand 1722 neu erbaut
- Kapelle St. Magdalena in Dietersdorf
- Feldkreuz zwischen Güntersdorf und Dietersdorf
- Autobahnbrücke Holledau

## Persönlichkeiten
- Georg Kronawitter (1928–2016), geboren in Oberthann, Politiker (SPD) und Oberbürgermeister von München
- Hans Eisenmann (1923–1987), geboren in Ampertshausen, Politiker (CSU), Staatsminister für Landwirtschaft und Forsten in Bayern
- Gerhard Vilsmeier (* 1958), deutscher Journalist und Historiker, seit 2004 erster Vorsitzender des Sportvereins FC Schweitenkirchen